# Mercado de Abastos de Aranjuez
El Mercado de Abastos es un edificio ubicado en Aranjuez (Madrid). Se trata de una obra realizada por el arquitecto Enrique Sánchez Sedeño. A lo largo de su historia ha pasado por diferentes etapas que acabaron convirtiéndolo en un mercado moderno. 

## Historia
En el año 1775 Domingo de Aguirre trazó un plano en el que se encuentra por primera vez la denominación de "Plaza de Abastos". Se trataba de una plaza ubicada en una calle central, alargada y ancha que iniciaba lo que se conocía como "Camino Real". En la actualidad esta ubicación corresponde a un espacio comprendido entre la carretera de Andalucía hasta la calle del Foso. 
El Mercado de Abastos de Aranjuez en un inicio era un mercado al aire libre ubicado en la denominada "Plaza de Abastos". Sus productos se exponían al pueblo en cajas de madera, tablas o barreños, en algunas ocasiones estaban cubiertos por toldos para que no les diera el sol durante horas y no dañase el producto.  
Este mercado al aire libre no garantizaba la salubridad de los productos y dejaba indicios de que existían pocas garantías higiénico sanitarias, con lo cual, no se sabía si muchos de esos productos podían estar en buen estado o por el contrario contagiados.  
Existieron numerosos intentos que pretendían llevar a cabo la construcción de un mercado que proporcionase las medidas sanitarias necesarias para asegurar el bienestar de los productos que se ofrecían. Sin embargo, todos ellos fueron fallidos ya fuese por las adversidades que se acontecían en la época, por las epidemias, conflictos o la insuficiencia económica para abordar la reforma. 
Finalmente, su construcción se llevó a cabo a finales del siglo XIX, más concretamente en el año 1893 de la mano de Sánchez Sedeño en la actual Plaza de la Constitución de Aranjuez. Se trata del primer edificio de promoción y titularidad municipal creado en Aranjuez. Fue inaugurado el 30 de diciembre de 1894 aunque comenzó a llenarse de vida en 1895. A partir de este momento dio comienzo un proceso de reforma pare embellecer los alrededores del mercado. Se hicieron numerosas calles con edificios elegantes, vegetación a modo de decoración, y, además, en esa misma plaza, justo enfrente del Mercado de Abastos se encontraba la escultura de Alfonso XII.
Su construcción se llevó a cabo gracias al esfuerzo económico que asumieron los vecinos de Aranjuez para poder tener un mercado cubierto. Es el primer mercado público que posee la ciudad madrileña y el edificio más importante construido por una Corporación Municipal. En el año 1985 el edificio fue cedido a la Comunidad de Madrid. Se llevó a cabo una necesaria restauración con la que se consiguió mayor luminosidad y espacio. Esta restauración fue llevada a cabo por el arquitecto Enrique de Teresa. En 1997 el consistorio cede la explotación del mercado a una empresa privada que finalmente acristala y acondiciona todo el recinto. Antes del siglo XIX había un mercado de cajones al aire libre, ubicado en la misma plaza.

## Arquitectura
La construcción del edificio es característica de la arquitectura pública del siglo XIX. Un edificio compuesto por materiales muy característicos de ese momento y de los edificios de Aranjuez como el ladrillo, la piedra blanca procedente del municipio de Colmenar, la madera, el vidrio, y el elemento más destacado: el hierro. Se trata de uno de los primeros ejemplos de la Arquitectura del Hierro en España.  
Es en el siglo XIX cuando la Arquitectura del Hierro va a empezar a predominar por toda Europa. Aranjuez fue un claro ejemplo de ello pues incorporó a sus edificios ya existentes y a los que estaban en construcción este nuevo material. El Mercado de Abastos, aparte de seguir la Arquitectura de Hierro y la estructura de los edificios públicos, tiene ciertas similitudes con la arquitectura palaciega, señorial y residencial del siglo XIX, así como ciertos matices neomudéjares.

## El Mercado en 2024
En la actualidad se caracteriza por ser una parada obligatoria para todos los turistas que van a visitar la localidad madrileña. Posee 18 establecimientos con una gran variedad de productos frescos y de alta calidad. Se pueden encontrar pescaderías, carnicerías, fruterías, panaderías, casquerías, pollerías, charcuterías y hasta un supermercado. En el Mercado de Abastos también podemos encontrar lugares de ocio como bares. 

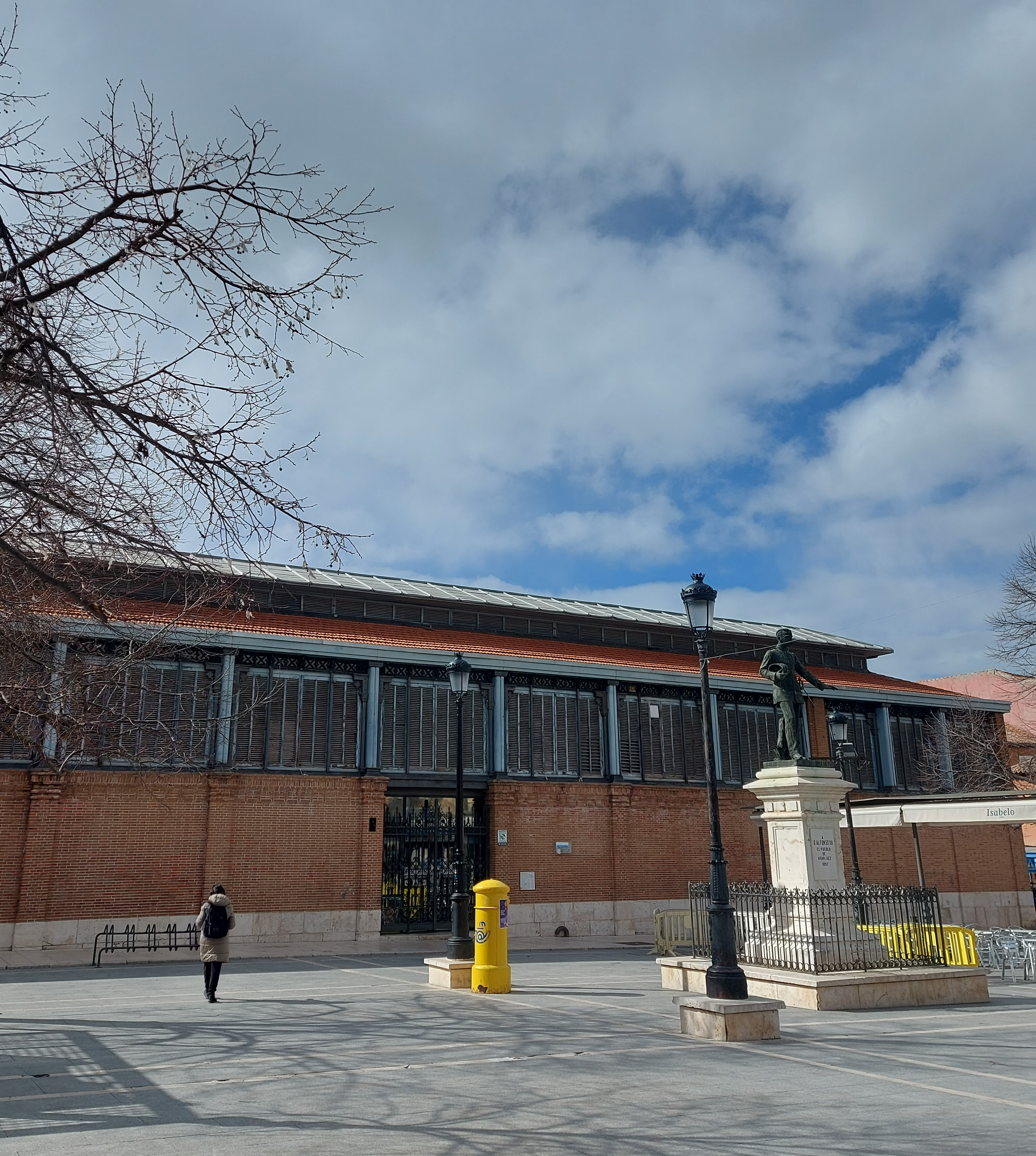
Mercado de Abastos de Aranjuez situado en la Plaza de la Constitución. En esa misma plaza se encuentra la escultura del Alfonso XII visible en la imagen.